# Formula Renault 2.0 Eurocup 2009
Formula Renault 2.0 Eurocup 2009 kördes över 14 heat uppdelat på sju tävlingshelger.

## Kalender
| Bana        | Segrare Race 1         | Segrare Race 2         |
| ----------- | ---------------------- | ---------------------- |
| Barcelona   | Nathanaël Berthon      | Albert Costa           |
| Spa         | Albert Costa           | Albert Costa           |
| Hungaroring | Jean-Eric Vergne       | Adrian Quaife-Hobbs    |
| Silverstone | António Félix da Costa | Jean-Eric Vergne       |
| Le Mans     | Jean-Eric Vergne       | Jean-Eric Vergne       |
| Nürburgring | Albert Costa           | Albert Costa           |
| Aragón      | António Félix da Costa | António Félix da Costa |